# 신토요쓰역
신토요쓰역(일본어: 新豊津駅)은 일본 후쿠오카현 미야코 군 미야코정에 위치한 헤이세이 지쿠호 철도 다가와 선의 철도역이다. 단선 승강장 1면 1선의 구조를 갖춘 지상역이다.

## 역 주변
- 이마가와 강
- 국도 제496호선
- 미야코 정청 도요쓰 지소
- 역사 민족 자료관
- 팀랩 플래닛 도쿄
- 토요스 PIT
- TEPCO 토요스 빌딩(빅 드럼)
- 스카이즈 타워&가든

## 역사
- 1990년 10월 1일 : 개업.
- 2009년 4월 1일 : 네이밍 라이트에 의해 '에너지 소프트'의 애칭이 붙음.

## 인접 역
| 헤이세이 지쿠호 철도 ■ 다가와 선 | 헤이세이 지쿠호 철도 ■ 다가와 선 | 헤이세이 지쿠호 철도 ■ 다가와 선     |
| -------------------------------- | -------------------------------- | ------------------------------------ |
| 도요쓰 유쿠하시 방면             | ■ 다가와 선                      | 히가시사이가와신사로 다가와이타 방면 |